# Захаров, Иван Никонович
Ива́н Ни́конович Заха́ров (9 апреля [21 апреля] 1866 — 11 мая 1929, Ленинград) — русский химик и изобретатель, сотрудник Охтинских пороховых заводов. Автор безопасного способа сушки пироксилина.

## Биография
Родился в Дорогобужском уезде Смоленской губернии в семье крестьянина. Впоследствии отец Ивана Никоновича служил лаборатористом в Лейб-гвардии 2-й артиллерийской бригаде (воинском соединении в составе 2-й гвардейской пехотной дивизии). Служба его проходила на Пороховых в Санкт-Петербургской губернии, куда переехала его семья. После ранней смерти отца, Иван Никонович был вынужден в детском возрасте поступить рабочим на Охтинский пороховой завод. В 1890 году окончил Пиротехническую артиллерийскую школу в звании обер-фейерверкера 2-го разряда, в 1891 году вернулся на пороховой завод и был назначен в мастерскую по сушке пороха.
В конце 1891 года применил на практике идею о сушке пироксилина спиртом. Данный способ обеспечивал безопасную сушку пороха, позволяя избегать взрывов. В 1891—1892 годах способ был внедрен на производстве и принят на других пороховых заводах. После ряда конфликтов с руководством его заслуга была признана и в 1894 году он был награждён знаком отличия ордена св. Анны и денежной премией.
В 1894 году был назначен артиллерийским чиновником в Двинскую крепостную артиллерию, но в 1895 году вновь переведен на Охтинский пороховой завод. С 1897 года коллежский секретарь, с 1900 титулярный советник, с 1906 — коллежский асессор, с 1910 — надворный советник. В 1902—1916 казначей Охтинского завода взрывчатых веществ, с 1916 начальник втулочной мастерской на том же заводе. В сентябре 1917 года был произведен в полковники, но в декабре того же года звание было упразднено.
В 1918 году уволен в отставку по состоянию здоровья (после инсульта была парализована правая сторона тела). Несмотря на болезнь в следующем году был вынужден вернуться на завод, чтобы содержать семью — его взрослые сыновья, бывшие царские офицеры, не могли устроиться на работу при советской власти.
В 1920—1925 занимался самостоятельными исследованиями по электрохимии в лаборатории завода. Подготовил доклады о получении бертолетовой соли с помощью электролиза (1921) и о разложении серонатровой соли на кислоту и щелочь (1925).
В 1925 вышел на пенсию, лишившись казенной квартиры на Капсюльном шоссе. Остаток жизни прожил в коммунальной квартире на Петроградской стороне. Похоронен на Пороховском кладбище.

## Вклад в науку
Исследования по электрохимии, произведенные Захаровым в 1920-е годы имели промышленное значение и, несомненно, являлись плодом его собственных идей и знаний.
Спорным является авторство безопасного способа обезвоживания пироксилина. Русские химики В. Н. Ипатьев и В. Н. Никольский однозначно указывают на Захарова, как на изобретателя данного способа. При этом Ипатьев отмечает, что за данное открытие 

Захаров был произведен в чиновники, получил орден… но имя его как изобретателя вряд ли будет упоминаться в истории развития пороходелия.— 
При этом общепринятая точка зрения называет автором способа безопасной сушки пироксилина Д. И. Менделеева. Некоторые советские исследователи полагали, что Менделеев и Захаров действовали независимо друг от друга:

…талантливый изобретатель самородок, обер-фейерверкер Захаров, ничего не знавший о предложении Д. И. Менделеева, выдвинул такой же проект обезвоживания пироксилина спиртом…— 
.
В книге А. Смолян, целиком посвященной Охтенскому пороховому заводу, Захаров вообще не упоминается, а авторство способа сушки однозначно приписывается Менделееву. При этом отмечается, что идея не была реализована сразу из-за возражений французского консультанта.
Очевидно, верной является точка зрения, высказанная А. Г. Горстом в фундаментальном труде по пиротехнической химии: предложение было выдвинуто Менделеевым, а на практике его осуществил Захаров.
Такой же точки зрения придерживаются и некоторые другие ученые.

## Награды
Знаки отличия ордена св. Анны 3-й степени (1894), серебряная медаль в память царствования императора Александра III на Александровской ленте, юбилейный знак в память 50-летней службы великого князя Михаила Николаевича в звании генерал-фельдцейхмейстера, светло-бронзовая медаль в память 300-летия дома Романовых, орден св. Станислава 3-й степени за отлично-ревностную службу и особые труды, вызванные войной (1915).

## Семья
Братья
- Захаров, Михаил Никонович (ок.1861—22 сентября [4 октября] 1885) служил на Охтинском пороховом заводе в мастерской по сушке пороха, погиб при взрыве.
- Захаров, Василий Никонович (1864—1931) рабочий Охтинского порохового завода.
- Захаров, Иона Никонович (1870—?) окончил Ремесленное училище цесаревича Николая (1890) и Военно-топографическое училище (1894) в Санкт-Петербурге. Участвовал в Русско-Японской и Первой Мировой войнах. Служил в интендантских частях. Полковник (с 1914)[8]. После революции эмигрировал. В документах XX века его отечество писалось как «Николаевич». Был женат на сестре расстрелянного лютеранского пастора Фердинанда фон Бодунген.

Жена
Захарова, Мария Абрамовна (1870—1940) дочь фейерверкера 1-го класса Охтинского порохового завода Абрама Ивановича Федорова (1826—1889).
Дети
- Александра (1893—1978) врач, выпускница Смольного института, ассистент академика И. П. Павлова[9].
- Николай (1894—?) окончил Первый кадетский корпус в Санкт-Петербурге. До революции служил штабс-капитаном 1-й артиллерийской бригады. Эмигрировал.
- Константин (1895—1942) окончил Первый кадетский корпус в Санкт-Петербурге. До революции служил поручиком 25-го легкого мортирного артиллерийского дивизиона. Умер в блокаду Ленинграда от голода[10].
- Лидия (1899—1937) выпускница Екатерининского института в Санкт-Петербурге. В советское время работала агрономом.

Внуки
- Глаголева, Галина Алексеевна (1920—1993) искусствовед, художник, преподаватель Ленинградского художественного училища им. В. А. Серова, ученица Н. Н. Пунина. Дочь Александры Ивановны Глаголевой (Захаровой).
- Захаров, Всеволод Константинович (1925—1990) профессор, первый декан Факультета автоматизации управления (ныне Институт компьютерных наук и технологий) Ленинградского Политехнического института в 1976—1980 гг.[11]